# SOIUSA

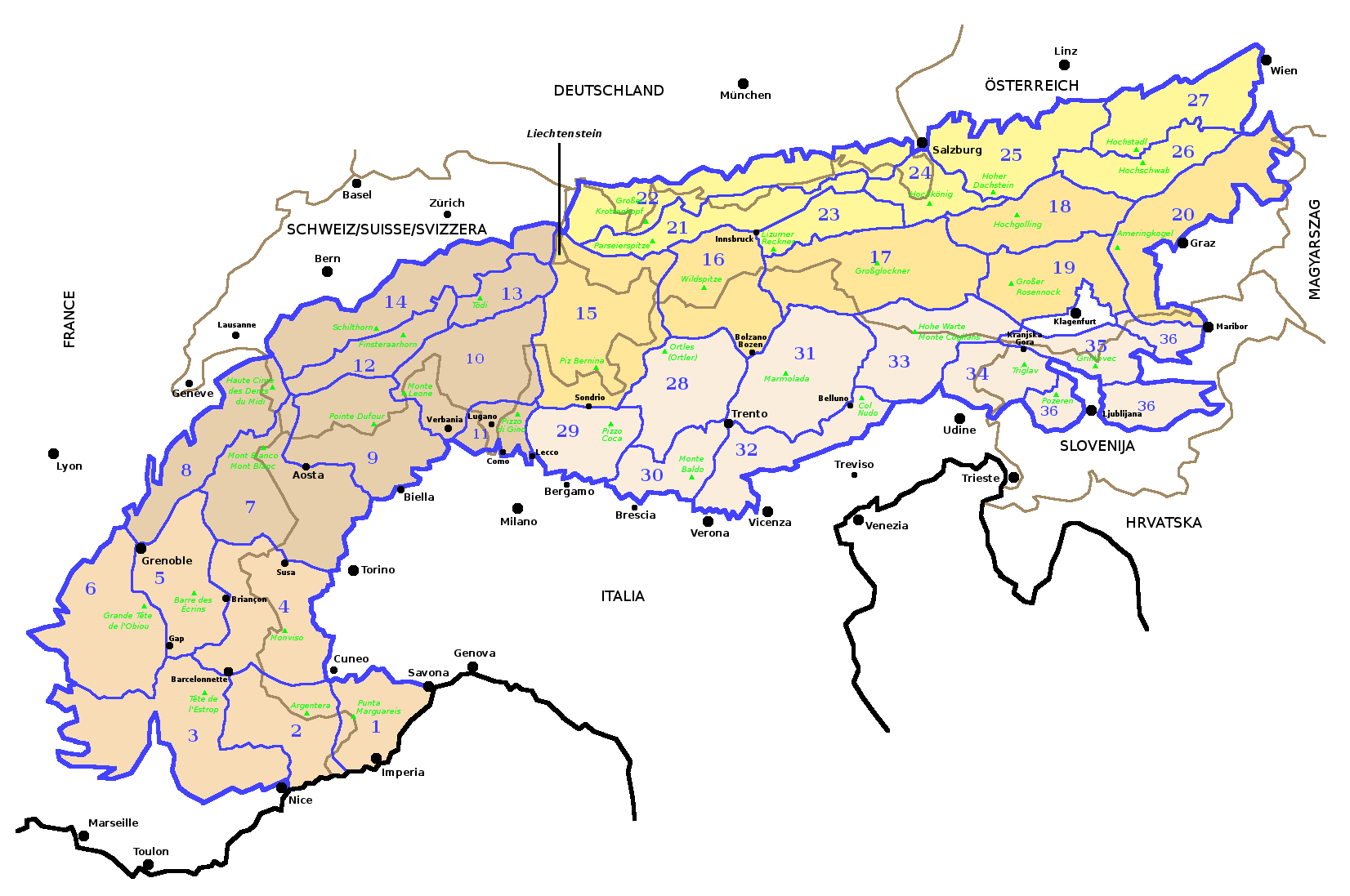
Mapa dels Alps proposat per la SOIUSA.

SOIUSA són les sigles de Suddivisione Orografica Internazionale Unificata del Sistema Alpino (en català: Subdivisió Orogràfica Internacional Unificada del Sistema Alpí). És una explícita proposta per a una normalització i estandardització dels diferents sistemes nacionals de classificació dels massissos alpins en una perspectiva internacional, dissenyat per Sergio Marazzi, un investigador italià autor de l'Atles Orogràfic dels Alps SOIUSA amb la col·laboració i patrocini del Club Alpí Italià i nombrosos col·laboradors.

## Història
La SOIUSA és una interpretació moderna del complex terreny dels Alps, i una proposta innovadora de cara a una actualització per a superar la subdivisió italiana tradicional dels Alps (Partició dels Alps), introduïda a Itàlia el 1926, que ja està obsoleta, i que necessita una revisió adequada conforme amb la literatura geogràfica actual a Europa.

## Estructura

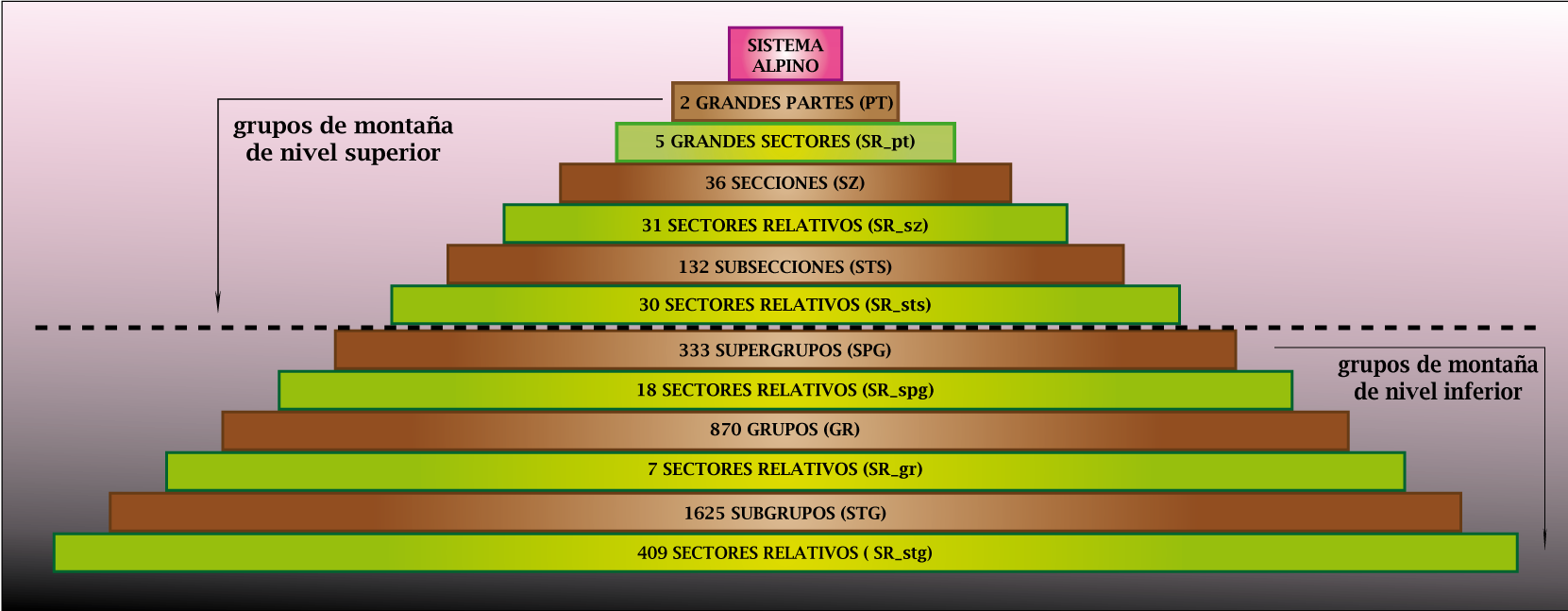
Piràmide Soiusa, subdivisió segons la SOIUSA.

La SOIUSA adopta el concepte de bipartició del sistema alpí (Alps occidentals i Alps orientals) que substitueix la divisió tripartida (Alps occidentals, Alps centrals i Alps orientals) per una jerarquia piramidal multinivell sobre la base d'escales i normes idèntiques.
Grups de muntanya de nivell superior: fraccionat amb referències morfològiques i altimètriques, tenint en compte les regions històriques i geogràfiques dels Alps.
- 2 grans parts: (PT) (de:Teile; fr:grandes parties; it:parti; sl:dela)
  - Alps occidentals
  - Alps orientals
- 5 grans sectors, (SR) (de:Sektoren; fr:grands secteurs; it:settori; sl:velikih sektorjev) que s'obtenen dividint la part occidental en dues zones de sud a nord i en tres zones (nord, centre i sud) l'oriental:
  - Alps del nord-oest, part nord dels Alps occidentals
  - Alps del sud-oest, part sud dels Alps occidentals
  - Alps del nord-est, part nord dels Alps orientals
  - Alps centrals de l'est, part central dels Alps orientals
  - Alps del sud-est, part sud dels Alps orientals
- 36 seccions (SZ) (de:Sektionen; fr:sections; it:sezioni; sl:sekcij)
- 132 subseccions (STS) (de:Untersektionen; fr:sous-sections; it:sottosezioni; sl:podsekcij)

Grups de muntanya de nivell inferior, dividits amb criteris alpinístics:
- 333 supergrups (SPG) (de: supergruppen; fr: super-groupes; it: supergruppi; sl: nadgrupa)
- 870 grups (GR) (de: Gruppen; fr:groupes; it: gruppi; sl: skupine)
- 1.625 subgrups (STG) (de: Untergruppen; fr: sous-groupes; it: sottogruppi; sl: podskupine)

Les grans parts, grans sectors, seccions i subseccions s'individualitzen tenint en compte o bé els criteris morfològic, altimètric, fitogeogràfic, o bé les regions històricogeogràfiques alpines. Els supergrups, grups i subgrups s'individualitzen segons criteris alpinístics.
A la classificació de vegades s'hi inclouen sectors intermedis entre les agrupacions:
- 31 sectors de secció (SR de SZ)
- 30 sectors de subsecció (SR de STS)
- 18 sectors de supergrups (SR de SPG)
- 7 sectors de grup (SR de GR)
- 409 sectors de subgrups (SR de STG)

Les seccions successives d'aquest article segueixen el següent esquema:
- Denominació secció (màxima elevació)
  - Denominació subsecció (denominacions dels supergrups)

L'abreviatura i.s.s. significa en italià in senso stretto (en el sentit estricte) i serveix per distingir la denominació d'una subsecció de la secció homònima (que ha d'entendre's aleshores i.s.a.', in senso ampio, en sentit ampli).
A títol d'exemple, els paràmetres SOIUSA del Mont Blanc, per exemple, quedarien de la següent manera:
Gran part: Alps occidentals
Gran sector: Alps del nord-oest
Secció: Alps de Graies
Subsecció: Alps del Mont Blanc
Supergrup: Massís del Mont Blanc
Grup: Grup del Mont Blanc
Subgrup: Mont Blanc
Codi: I/B-7.V-B.2.b

## Alps occidentals

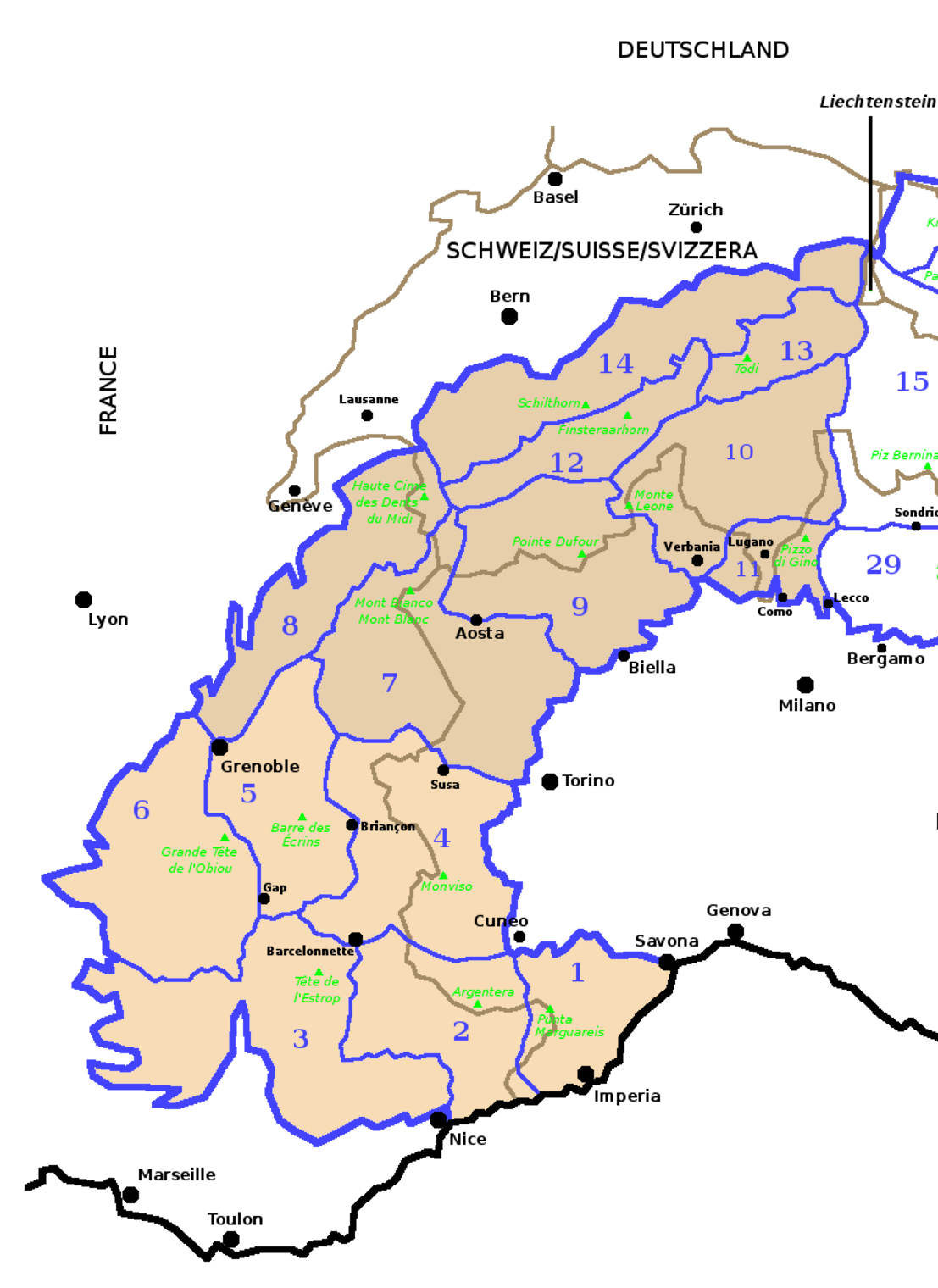
Les seccions dels Alps occidentals segons la SOIUSA.

Els Alps occidentals van des de la línia Savona - Bocchetta di Altare - Montezemolo - Mondovì a la línia Rin - Pas de l'Spluga - Llac de Como - Llac de Lecco. Es subdivideixen en dos grans sectors: Alps del sud-oest i Alps del nord-oest.

### Alps del sud-oest
- 1. Alps Lígurs (Punta Marguareis, 2.661 m)
  - Prealps Lígurs
  - Alps del Marguareis

- 2. Alps Marítims i prealps de Niça (Mont Argentera, 3.297 m)
  - Alps Marítims
  - Prealps de Niça

- 3. Alps i Prealps de la Provença (Tête de l'Estrop, 2.961 m)
  - Alps de la Provença
  - Prealps de Digne
  - Prealps de Grasse
  - Prealps de Vaucluse

- 4. Alps Cozie (Monviso, 3.841 m)
  - Alps de Monviso
  - Alps de Montgenèvre
  - Alps de Mont Cenis

- 5. Alps del Delfinat (Barre des Écrins, 4.102 m)
  - Alps de les Grandes Rousses i de les Aiguilles d'Arves
  - Cadena de Belledonne
  - Massís dels Ècrins
  - Massís del Taillefer
  - Massís del Champsaur
  - Massís d'Embrunais
  - Muntanyes orientals de Gap

- 6. Prealps del Delfinat (Grande Tête de l'Obiou, 2.790 m)
  - Prealps del Devoluy
  - Prealps occidentals de Gap
  - Prealps del Vercors
  - Prealps del Diois
  - Prealps de les Baronnies

### Alps del nord-oest
- 7. Alps de Graies (Mont Blanc, 4.810 m)
  - Alps de Lanzo i de l'Alta Moriana
  - Alps de la Vanoise i del Grand Arc
  - Alps de la Grande Sassière i del Rutor
  - Alps del Gran Paradiso
  - Alps del Monte Blanc
  - Alps del Beaufortain

- 8. Prealps de la Savoia (Haute Cime des Dents du Midi, 3.257 m)
  - Aiguilles Rouges
  - Prealps del Giffre
  - Prealps de Chablais
  - Prealps de Bornes
  - Prealps de Bauges
  - Prealps de la Chartreuse

- 9. Alps Penins (Monte Rosa, 4.634 m)
  - Alps del Grand Combin
  - Alps del Weisshorn i del Cervino
  - Alps del Monte Rosa
  - Alps Bielleses i Cusians
  - Alps del Mischabel i del Weissmies

- 10. Alps Lepontins (Monte Leone, 3.552 m)
  - Alps del Monte Leone i del San Gottard
  - Alps Ticineses i del Verbano
  - Alps d'Adula

- 11. Prealps de Lugano (Pizzo de Gino, 2.245 m)
  - Prealps Comascs
  - Prealps Varesins

- 12. Alps Bernesos (Finsteraarhorn, 4.274 m)
  - Alps d'Uri
  - Alpes Bernesos en sentit estricte
  - Alps de Vaud

- 13. Alps de Glaris (Tödi, 3.620 m)
  - Alps d'Uri-Glaris
  - Alps de Glaris, stricto sensu

- 14. Prealps helvètics (Schilthorn, 2.970 m)
  - Prealps de Vaud i Friburg
  - Prealps bernesos
  - Prealps de Lucerna i d'Unterwald
  - Prealps de Schwyz i d'Uri
  - Prealps d'Appenzell i de San Galo

## Alps orientals

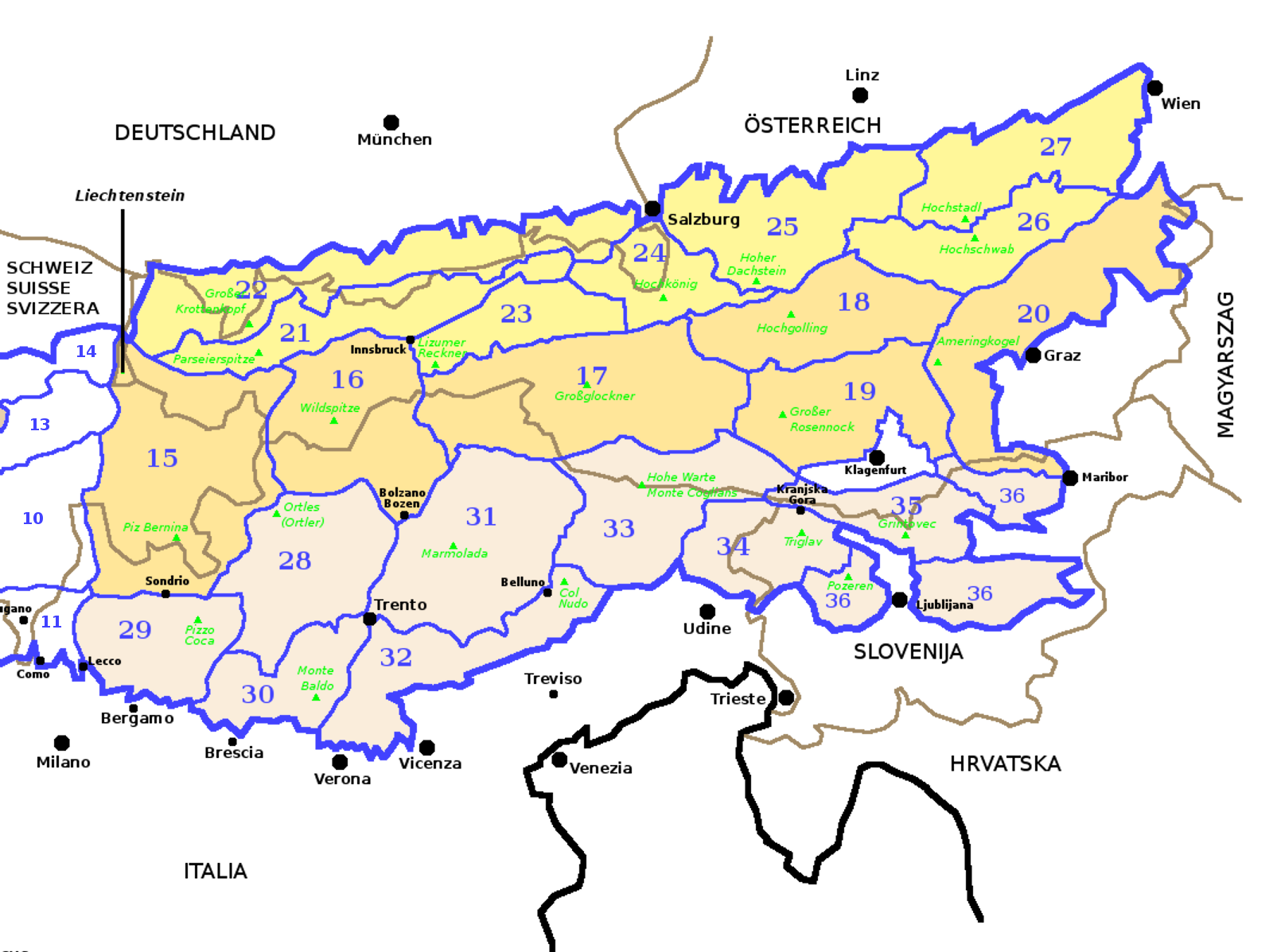
Les seccions dels Alps orientals segons la SOIUSA.

Els Alps orientals van des de la línia Rin - Pas de l'Spluga - Llac de Como - braç est del llac de Como (també conegut com el Llac de Lecco) a la línia de Viena - Llac de Neusiedl - Graz - Maribor - Zagreb. Es subdivideixen en tres grans sectors: Alps centrals de l'est, Alps del nord-est i Alps del sud-est.

### Alps centrals de l'est
- 15. Alps Rètics occidentals (Piz Bernina, 4.049 m)
  - Alps del Platta
  - Alps de l'Albula
  - Alps del Bernina
  - Alps de Livigno
  - Alps de Val Müstair
  - Alps del Silvretta, del Samnaun i del Verwall
  - Alps del Plessur
  - Rhäticon

- 16. Alps Rètics orientals (Wildspitze, 3.772 m)
  - Alps d'Ötztal
  - Alps de l'Stubai
  - Alps de Sarntal

- 17. Alps del Tauern occidentals (Großglockner, 3.798 m)
  - Alps de Zillertal
  - Hohe Tauern
  - Alps Pustereses
  - Grup del Kreuzeck

- 18. Alps del Tauern orientals (Hochgolling, 2.863 m)
  - Tauern de Radstadt
  - Tauern de Schladming i de Murau
  - Tauern de Wölz i de Rottenmann
  - Tauern de Seckau

- 19. Alps d'Estíria i Carintia (Eisenhut, 2.441 m)
  - Alps de Gurktal
  - Muntanyes de Klagenfurt

- 20. Prealps d'Estíria (Ameringkogel, 2.184 m)
  - Prealps nord-occidentals d'Estíria
  - Prealps sub-occidentals d'Estíria
  - Prealps centrals d'Estíria
  - Prealps orientals d'Estíria

### Alps del nord-est
- 21. Alps calcaris del Tirol septentrional (Parseierspitze, 3.040 m)
  - Alps de Lechtal
  - Muntanyes de Lechquellen
  - Muntanyes del Mieming i del Wetterstein
  - Muntanyes del Karwendel
  - Alps de Brandenberg
  - Muntanyes del Kaiser

- 22. Alps Bavaresos (Großer Krottenkopf, 2.657 m)
  - Prealps de Bregenz
  - Alps d'Algovia
  - Alps d'Ammergau
  - Alps del Wallgau
  - Alps del Mangfall
  - Alps del Chiemgau

- 23. Alps esquistosos del Tirol (Lizumer Reckner, 2.884 m)
  - Prealps del Tux
  - Alps de Kitzbühel

- 24. Alps septentrionals de Salzburg (Hochkönig, 2.941 m)
  - Muntanyes del Stein
  - Alps esquistosos de Salzburg
  - Alps de Berchtesgaden

- 25. Alps del Salzkammergut i de l'Alta Àustria (Hoher Dachstein, 2.993 m)
  - Muntanyes de Dachstein
  - Muntanyes de Salzkammergut
  - Muntanyes Totes
  - Prealps de l'Alta Àustria

- 26. Alps septentrionals d'Estíria (Hochtor, 2.369 m)
  - Alps d'Ennstal
  - Alps del nord-est d'Estíria

- 27. Alps de la Baixa Àustria (Hochstadl, 1.919 m)
  - Alps de Türnitz
  - Alps de Ybbstal
  - Prealps orientals de la Baixa Àustria

### Alps del sud-est
Els Alps del sud-est es divideixen en nou seccions (que a la vegada es subdivideixen en vint-i-cinc subseccions i 65 supergrups):
- 28. Alps Rètics meridionals (Ortles, 3.905 m)
  - Alps de l'Ortles
  - Alps de Val di Non
  - Alps de l'Adamello i de la Presanella
  - Dolomites de Brenta
- 29. Alps i Prealps de Bèrgam (Pizzo di Coca, 3.052 m)
  - Alps Orobies
  - Prealps de Bèrgam
- 30. Prealps de Brescia i Garda (Monte Baldo, 2.218 m)
  - Prealps de Brescia
  - Prealps de Garda
- 31. Dolomites (Marmolada, 3.342 m)
  - Dolomites de Sesto, de Braies i de Ampezzo
  - Dolomites de Zoldo
  - Dolomites de Gardena i de Fassa
  - Dolomites de Feltre i de Pale di San Martino
  - Dolomites de Fiemme
- 32. Prealps de Véneto (Col Nudo, 2.472 m)
  - Prealps Vicentins
  - Prealps de Belluno
- 33. Alps Càrnics i del Gail (Monte Coglians, 2.780 m)
  - Alps Càrnics
  - Alps del Gail
  - Prealps Càrnics
- 34. Alps i Prealps Julians (Monte Tricorno, 2.863 m)
  - Alps Julians
  - Prealps Julians
- 35. Alps de Caríntia i Eslovènia (Grintovec, 2.558 m)
  - Karavanke
  - Alps de Kamnik i de la Savinja
- 36. Prealps Eslovens (Porezen, 1.630 m)
  - Prealps Eslovens occidentals
  - Prealps Eslovens orientals
  - Prealps Eslovens del nord-est

## BibliografIa
- Joseph Moriggl: Ratgeber fûr Alpenwanderer, deutscher und Österreichischer Alpenverein, München, 1924, (1928-2 ed.).
- Comitato geografico nazionale italiano "Nomi e limiti delle grandi parti del sistema alpino" l'Universo anno VII n°9 settembre 1926 istituto geografico militare, Firenze.
- L. Purtscheller, H. Hess, Der Hochtourist in den Ostalpen (8 voll.), Bibliogr. Institut, Leipzig, 1925-30.
- Les Alpes françaises Librairie Armand Colin, Paris, 1941
- Les Alpes occidentales (7 vol.), Arthaud, Paris, 1938-56 de Raoul Blanchard.
- Roger Frison-Roche: Les montagnes de la terre, Flammarion, Paris, 1964
- Grimm, Peter; Mattmüller, Claus R; Marazzi, Sergio; Zahn, Paul; Jurgalski, Eberhard;DAV OEAV Die Gebirgsgruppen der Alpen:Ansichten, Systematiken und Methoden zur Einteilung der Alpen. Die orographischen einteilungen der Alpen und die "IVOEA" page 69-96 (German/English) München 2004.
- Ambiente Società Territorio - Geografia nelle scuole’ (rivista dell'Associazione Italiana di Insegnanti di Geografia, n. 4/2001)
- L'Universo’ (rivista dell'Istitudo Geografico Militare di Firenze, n. 4/2002)
- La Rivista del Club Alpino Italiano’ (n. 5/2003 e n. 6/2005)
- Atlante orografico del Monte Bianco / Sergio Marazzi; Fotografías de Davide Camisasca. - Ivrea : Priuli & Verlucca, ©1991.:
- Sergio Marazzi (2005), Atlante Orografico delle Alpi. SOIUSA. Pavone Canavese (TO): Priuli & Verlucca editori. ISBN 978-88-8068-273-8 (Italian)